# إعادة الإنتاج الاجتماعي

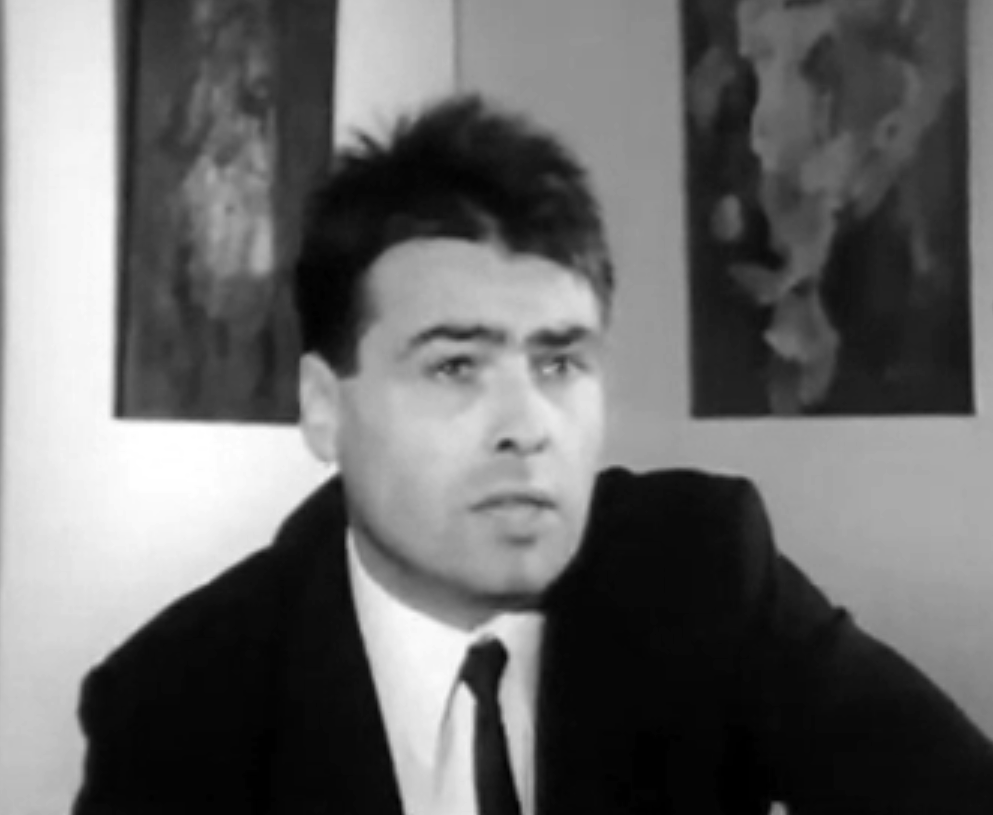
بيير بورديو

إعادة الإنتاج الاجتماعي Cultural reproduction عرفها عالم الاجتماع الفرنسي (بيير بورديو) على أنها هي (الرؤية والممارسة العملية التي يتم عبرها إنتاج وإعادة إنتاج الجماعات)، والمقولة السابقة لبورديو تعكس إحدى مفاهيمه الأساسية التي قدمها إلى علم الاجتماع، وهو مفهوم (إعادة الإنتاج). ويعتبر بيير بورديو (1930-2002)، ومنذ نهاية الستينات قامة من أهم القامات الفرنسية والعالمية في علم الاجتماع، بجانب مواطنيه (دوركهايم) و(ميشيل فوكو). 

## التركة العلمية
قام بورديو بكتابة أكثر من ثلاثين كتاباً إلى جانب مئات المقالات العلمية. أكثر ما ميز بورديو هو اشتغاله على مفاهيم تجريبية حيوية يأخذها من الشارع ومن الثقافة الحية بين الناس، ويسائل عبرها ويختبر الأذواق الاستهلاكية والثقافية، وأنماط الهيمنة، ومنطق العلاقات في الحقول الاجتماعية. بينما الجانب الآخر من بورديو تمثل في صعوبة لغته العلمية، ومفاهيمه التي قد تكون جديدة وخاصة به في هذا الحقل. وكان بورديو يرى نفسه كباحث تجريبي يزاوج بين النظرية والتطبيق التجريبي، فهو يرى أن (التجريب) أساس البحث العلمي.